# The Undisputed Era
L'Undisputed Era è stata una stable di wrestling attiva in WWE tra il 2017 e il 2021, composta da Adam Cole, Bobby Fish, Kyle O'Reilly e Roderick Strong.
Il gruppo ha vinto tutti i titoli di NXT, detenendoli per un totale di sei volte (una volta l'NXT Championship, due volte l'NXT North American Championship e tre volte l'NXT Tag Team Championship), l'ultima delle quali in contemporanea.

## Storia
Nella puntata di NXT del 12 luglio 2017 Bobby Fish ha fatto il suo esordio in WWE, perdendo contro Aleister Black; la stessa cosa è poi toccata a Kyle O'Reilly il 2 agosto. Il 19 agosto, a NXT TakeOver: Brooklyn III, Fish e O'Reilly hanno aiutato il debuttante Adam Cole ad attaccare il nuovo NXT Champion Drew McIntyre. Tre giorni dopo McIntyre ha avuto un confronto con Roderick Strong ed è stato in seguito attaccato dal trio. Un mese dopo, il gruppo è stato nominato The Undisputed Era. Nella puntata di NXT del 20 settembre Fish e O'Reilly hanno fatto il loro debutto come tag team sconfiggendo Trent Seven e Tyler Bate. Nella puntata di NXT del 18 ottobre il match tra l'Undisputed Era e i SAnitY è terminato in no-contest a causa dell'intervento degli Authors of Pain. Il 18 novembre, a NXT TakeOver: WarGames, l'Undisputed Era ha sconfitto i SAnitY e il team formato dagli Authors of Pain e Roderick Strong in un WarGames match. Nella puntata di NXT del 29 novembre Fish e O'Relly hanno sconfitto Eric Young e Killian Dain conquistando così l'NXT Tag Team Championship per la prima volta. Nella puntata di NXT del 10 gennaio 2018 Fish e O'Reilly hanno difeso con successo i titoli contro Aleister Black e Roderick Strong.
Il 27 gennaio, a NXT TakeOver: Philadelphia, Fish e O'Reilly hanno difeso con successo i titoli contro gli Authors of Pain. Nella puntata di NXT del 7 febbraio l'Undisputed Era è stata sconfitta dalla SAnitY in un Six-man Tornado Tag Team match. A seguito dell'infortunio di Fish, Cole ha preso il suo posto, sotto la "Freebird Rule". Il 7 aprile, a NXT TakeOver: New Orleans, Cole ha vinto l'NXT North American Championship in un Ladder match contro EC3, Killian Dain, Lars Sullivan, Ricochet e Velveteen Dream e, più tardi, Cole e O'Reilly hanno difeso con successo i titoli di coppia in un Triple Threat Tag Team match che includeva anche gli Authors of Pain e la coppia formata dal WWE United Kingdom Champion Pete Dunne e Roderick Strong; quest'ultimo ha tradito Dunne unendosi alla stable. Inoltre, Cole e O'Reilly si sono anche aggiudicati il torneo Dusty Rhodes Tag Team Classic. Strong, in seguito, è stato riconosciuto dalla WWE come campione sotto la "Freebird Rule". Nella puntata di NXT del 16 maggio Cole, O'Reilly e Strong sono stati sconfitti da Danny Burch, Oney Lorcan e Pete Dunne. Il 16 giugno, a NXT TakeOver: Chicago II, O'Reilly e Strong hanno difeso con successo i titoli contro Danny Burch e Oney Lorcan. Il 19 giugno, durante l'evento NXT U.K. Championship, O'Reilly e Strong hanno perso i titoli a favore dei Moustache Mountain (Trent Seven e Tyler Bate) dopo 202 giorni di regno. Nella puntata di NXT del 21 giugno (andata in onda l'11 luglio) O'Reilly e Strong hanno sconfitto i Moustache Mountain riconquistando così l'NXT Tag Team Championship. Nella puntata di NXT del 27 giugno l'Undisputed Era ha sconfitto i Moustache Mountain e Ricochet. Il 18 agosto, a NXT TakeOver: Brooklyn IV, Cole ha perso l'NXT North American Championship contro Ricochet, mentre O'Reilly e Strong hanno difeso con successo i titoli contro i Moustache Mountain. Il 17 novembre, a NXT TakeOver: WarGames II, l'Undisputed Era è stata sconfitta dai War Raiders, l'NXT North American Champion Ricochet e il WWE United Kingdom Champion Pete Dunne in un WarGames match. Il 26 gennaio 2019, a NXT TakeOver: Phoenix, O'Reilly e Strong hanno perso i titoli contro i War Raiders dopo 219 giorni di regno. Il 1º giugno, a NXT TakeOver: XXV, Fish e O'Reilly hanno partecipato ad un Ladder match per il vacante NXT Tag Team Championship che comprendeva anche Danny Burch e Oney Lorcan, i Forgotten Sons e gli Street Profits ma il match è stato vinto da questi ultimi, mentre Cole ha conquistato l'NXT Championship contro Johnny Gargano. Il 10 agosto, a NXT TakeOver: Toronto II, Fish e O'Reilly hanno affrontato gli Street Profits per l'NXT Tag Team Championship ma sono stati sconfitti, mentre Cole ha difeso con successo l'NXT Championship contro Johnny Gargano in un 2-out-of-3 Falls match. Nella puntata di NXT del 14 agosto, tuttavia, Fish e O'Reilly hanno riconquistato l'NXT Tag Team Championship per la seconda volta sconfiggendo gli Street Profits. Nella puntata di NXT del 18 settembre Strong ha sconfitto Velveteen Dream conquistando così l'NXT North American Championship per la prima volta, che poi ha perso dopo 126 giorni di regno il 22 gennaio 2020 contro Keith Lee; nella stessa puntata, inoltre, Fish e O'Reilly sono stati sconfitti dai Grizzled Young Veterans nelle semifinali del Dusty Rhodes Tag Team Classic a causa della distrazione dell'Imperium.
Il 16 febbraio, a NXT TakeOver: Portland, Cole ha difeso con successo il titolo contro Tommaso Ciampa grazie all'aiuto di Johnny Gargano, mentre Fish e O'Reilly hanno perso i titoli di coppia contro i BroserWeights (Matt Riddle e Pete Dunne) dopo 185 giorni di regno. Nella puntata di NXT dell'11 marzo Fish e O'Reilly hanno affrontato nuovamente i BroserWeights per l'NXT Tag Team Championship ma sono stati sconfitti. Nella puntata di NXT del 15 aprile Fish e Strong hanno affrontato Matt Riddle e Timothy Thatcher (sostituto dell'indisponibile Pete Dunne) per l'NXT Tag Team Championship ma sono stati sconfitti. Nella puntata di NXT del 22 aprile Cole e Strong sono stati sconfitti da Dexter Lumis e Velveteen Dream. Il 7 giugno, a NXT TakeOver: In Your House 2020, Cole ha difeso con successo il titolo contro Velveteen Dream in un Last Chance Backlot Brawl. L'8 luglio, ad NXT The Great American Bash, Cole ha perso l'NXT Championship contro Keith Lee in un Winner Takes All match, in cui era in palio anche l'NXT North American Championship di Lee, dopo un lungo regno durato 396 giorni. Nella puntata di NXT del 5 agosto Fish e O'Reilly hanno affrontato Fabian Aichner e Marcel Barthel dell'Imperium per l'NXT Tag Team Championship ma sono stati sconfitti. Nella puntata di NXT del 14 ottobre Fish e Strong hanno sconfitto Danny Burch e Oney Lorcan, diventando gli sfidanti all'NXT Tag Team Championship. Il 6 dicembre, a NXT TakeOver: WarGames IV, l'Undisputed Era ha sconfitto Danny Burch, Oney Lorcan, Pat McAfee e Pete Dunne in un WarGames match.

## Nel wrestling

### Mosse finali
- Adam Cole
  - Last Shot (Running single leg high knee)
  - Vertical point break (Vertical suplex con caduta a Neckbreaker)
- Bobby Fish
  - Flying Fish Hook (High knee)
  - Sleeping With the Fishes (Jumping spin kick)
- Kyle O'Reilly
  - ARMageddon (Cross armbreaker)
- Roderick Strong
  - End of Heartache (Vertical suplex seguito da una Double knee backbreaker)
  - Sick Kick (Running single leg dropkick)
  - Strong Hold (Elevated Boston crab with a knee to the back or a straight jacket choke)

### Musiche d'ingresso
- Undisputed dei CFO$ (19 agosto 2017–14 febbraio 2021)

## Titoli e riconoscimenti
- Pro Wrestling Illustrated
  - Tag Team of the Year (2019) - Bobby Fish e Kyle O'Reilly
- WWE
  - NXT Tag Team Championship[1] (3) – Tutti (1), O'Reilly e Strong (1), Fish e O'Reilly (1)
  - Dusty Rhodes Tag Team Classic (2018) – Cole e O'Reilly
  - NXT Year–End Awards (10)
    - Tag Team of the Year (2018, 2019, 2020)